# Hyla japonica
Hyla japonica е вид земноводно от семейство Дървесници (Hylidae).

## Разпространение
Видът е разпространен в Китай, Монголия, Русия, Северна Корея, Южна Корея и Япония.